# شهرستان فونینگ (هبئی)
شهرستان فونینگ (به انگلیسی: Fuping County) یک شهرستان در چین است که در بائودینگ واقع شده‌است. شهرستان فونینگ ۲٬۴۹۷ کیلومتر مربع مساحت و ۲۱۰٬۰۰۰ نفر جمعیت دارد و ۲۶۲ متر بالاتر از سطح دریا واقع شده‌است.